# إينو يامانكا
إينو ياماناكا هي شخصية ثانوية في مسلسل ناروتو. إينو فتاة ذكية وجميلة. تعتمد في قتالها على حركات تحويل العقل، حيث تسيطر على عقل الخصم وتتحكم به، وهي معجبة جداً بـساسكي أوتشيها. تماماً مثل هارونو ساكورا، لكنه في الواقع لا يكترث بأي منهما.
في الماض عندما كانت اينو صغيرة، وفي وقت العصيرة تحديداً كانت تتمشى في ارجاء الحديقة لتجد ساكورا هارونو تبكي على إحدى الكراسي فتستفسر منها السبب ليكون السبب وراء بكاء ساكورة هو ان الفتيات دائما يسخرن منها بحجة ان جبهتها عريضة للغاية، فطلبت اينو من ساكورا لقائها في اليوم التالي صباحاً فهناك شيء تريد تقديمه لها، وفي اليوم التالي قامت اينو بإعطاء ساكورا شريطة لترفع بها شعرها من على جبهتها وتظهر جبهتها بكل ثقة، ثم أصبحت الفتاتان صديقتان مقربتان وكانت اينو تحاول تعزيز الثقة في نفس ساكورا بكل ما تملك وتستطيع فعله من كلام وافعال وابتسامات واخيراً تعززت الثقة في نفس ساكورا، ولكن عندما علمتا الفتاتان بانهما تحبان نفس الشخص ساسكي - كن -، قامت ساكورا بإرجاع الشريطة إلى اينو بكل رغبتها لتغلق عهد الصداقة الذي بينهما بالكامل بعد كل الذي حصل، وتبدأ مرحلة التنافس بما انهما تحبان نفس الشخص.
اينو في الفريق العاشر المكون من (المدرب ساروتوبي اسوما - نارا شيكامور - تشوجي اكيمتشي)، في البداية كانت اينو مستائه من فريها لانها لم تكن برفقة ساسكي كن ولكن بعد ذلك تعودت على الوضع واصبحت تحب فريقها، كما ان اينو تخشى أن تقول لتشوجي شيئاً بشان سمنته أو شيء من هذا القبيل لأن هذه الكلمات محرمة عند تشوجي وهو يغضب بوحشية إذا ناداه أحد بالسمين، المدرب اسوما سيموت في إحدى حلقات ناروتو شيبودن (حلقة 80)، كما أن أسرة إينو يمتلكون محلاً لبيع الورود وإينو تعرف الكثير عن الورود.
في اختبار التشونين في غابة الموت عندما هجم نينجا قرية الصوت على ساكوراً وكان آنذاك كل من ساسكي وناروتو فاقدين للوعي وكذلك روك لي، كان شيكامارو يحثها على مساعدة ساكورا لأنها صديقة طفولتها لكنها كانت خائفة، ثم استجمعت قواها وساعدت ساكورا وإنظم لها شيكامارو، وكان شيكامارو يمسك بتشوجي لأنه كان خائفاً لكن سخرية زاكو - نينجا قرية الصوت - من سمنته جعلته يغضب بشدة ويقاتل، وبعد ذلك تدخل فريق جاي تلاه إستيقاظ ساسكي الذي كاد أن يقتل نينجا الصوت لولا ايقاف ساكورا له،
وفي المباريات التمهيدية للمباريات النهائية من اختبار التشونين، تواجهت إينو مع ساكورا حيث كان التالي:
في البداية لم تكن اينو جدية في القتال لأنها لم تنسى العلاقة الحميمة بينها وبين ساكورا صديقتها القديمة التي تركتها بعد ان عززت ثقة ساكورا بنفسها، لكن ساكورا نسيت كل شيء وارادت من اينو ان تقاتل بجدية فقالت لاينو «انتي فتاة لا تهتم الا بشكلها» فغضبت اينو واخذت الكوناي وقصت شعرها لتبرهن لساكورا عكس ما تقول، اما ساكورا فقد علمت ان اينو فتاة ساذجة وحمقاء انطلت عليها الحيلة، وبدأ القتال الحقيقي حيث تلاكمتا وفي نهاية المباراة تبين ان اينو قصت شعرها ورمته على الأرض عمداً وإنما لم تكن إلا تمثيلية منها لخطة كانت قذ فكرت فيها من قبل حيث استخدمت اينو خصلات شعرها التي قصتها ورمتها على الأرض لتوصل التشاكرا الخاصة بها إلى عقل ساكورا (حتى تجعلها تستلم) وهكذا انطلت الحيلة على ساكورا نفسها بعدما ظنت ان اينو فعلت ذلك لانها ساذجة، وكادت ساكورا ان تخسر خسارة محققة لولا صوت ناروتو الصارخ باسم ساكورا الذي جعل عقل ساكورا يستيقظ ويقاوم، وتنتهي المباراة اخيراً.
إينو شخصية طريفة بعض الشيء، وهي من عائلة تمتاز بأنها تستطيع أن تسيطر على الجسد الآخر عن طريق استخدام الشاكرا فهي تستطيع أن تدخل في الجسد الآخر وتتحكم به وتستخدم أسحلته، كما أنها تتقن استخدام الأسلوب الذي يتقنه والدها وهي التحكم بالجسد الآخر من دون الخروج من جسدها، وهي تستخدم هذه الأساليب في الهجوم بينما هي للتجسس، هي الصديقة العزيزة لساكورا ولكنه فيما بعد أصبحتا عدوان لدودان لبعض، بسبب ساسكي فعندما اكتشفتا أنهما يحبان ساسكي بدأت الغيرة تشتعل بينهما.
اجتازت إينو الأكاديمية بنجاح وعندما وصلت إلى مرحلة الجينين اختارها أسومو لتكون أحد طلابه ففي المستوى الأول استخدمت إينو الغش للنجاح، فقد استخدمت ميزة انتقال الذات ودخلت في جسد ساكورا ونقلت جميع الأجوبة الموجودة في ورقتها ونجحت لكن عن طريق الغش.
ثم انتقلت للمستوى الثاني وقد اجتازته مع فريقها، وقد ساعدت ساسكي ومن معه فقد تولت أمر كين إلى أن نهض ساسكي وبدأ بضربهم.
أما المستوى الثالث فقد أوقف سلسلة التقدم التي كانت إينو فيها فقد تواجهت إينو مع ساكورا وقد كان قتالا عنيفا للغاية بالنسبة لساكورا وإينو، ففي القتال كانت إينو سوف تستخدم أسلوب نقل الذات لكن ساكورا ذكية فتفادت فخ إينو ولكن المباراة في النهاية كانت نتيجتها التعادل والتعادل يعني فشل كلا الطالبين.
المستوى الرابع لم تدخله إينو لفشلها في المستوى الثالث وقد حضرت مع الجمهور وشرحت لنا قليلا من حركات شيكومارو.
إينو تحب أن تساعد والدتها في محل بيع الأزهار الخاص بوالدتها في وقت الفراغ أما وقت التدريب فهو أولى من العمل في ذك المحل وقد اشترت ساكورا الورد لساسكي من محل والدة إينو فعندما علمت إينو بأن ساكورا تريد شراء ورد من المحل لساسكي أخذت إينو وردة لتقدمها لساسكي في المستشفى.
إينو فتاة عصبية جدا ولا تحتمل المزاح وخاصة الغليظ منها.
وقد كان والد إينو أحد الذين دافعوا عن كونوها من أوروشيمارو وأتباعه.

## روابط خارجية ومراجع
1. ↑  إينوجين يامانكا ناروتو بيديا نسخة محفوظة 04 أغسطس 2017 على موقع واي باك مشين.

- إينو ياماناكا على موقع ناروتو بيديا